# Vestfrisiske Øer
Vestfrisiske Øer (nederlandsk: Waddeneilanden) er en øgruppe i Nordsøen ud for den hollandske kyst. Mellem øerne og kysten ligger Vadehavet. De største øer, som også er beboede, er Texel, Vlieland, Terschelling, Ameland og Schiermonnikoog. De øvrige øer er ubeboede. Øerne har stor naturværdi og er også vigtige for det hollandske turisterhverv. 